# Mostra de Cinema de Gostoso
A Mostra de Cinema de Gostoso, ou Mostra de Cinema de São Miguel do Gostoso, é um festival de cinema que ocorre anualmente na cidade de São Miguel do Gostoso, Rio Grande do Norte. 
Realizando-se sempre entre outubro e novembro, a mostra conta com 5 dias de exibição de filmes desde 2013. As principais exibições ocorrem ao ar livre, na Praia do Maceió. São exibidos filmes de todo o país, entre as mostras Competitiva, Panorama, Infantil e Sessões Especiais.
Dentre seus patrocinadores estão: Agência Nacional do Cinema, Fundo Setorial do Audiovisual, Banco Regional de Desenvolvimento do Extremo Sul, Petrobras e Grupo Banco Mundial.

## Premiação
A Mostra Competitiva é composta por quatro longas-metragens e seis curtas-metragens que disputam o Troféu Luís da Câmara Cascudo, concedido pelo voto popular e o Prêmio da Imprensa. Na última edição da mostra, os filmes foram premiados nas seguintes categorias:
- Melhor Longa-metragem (Troféu Luís da Câmara Cascudo)
- Melhor Curta-metragem (Troféu Luís da Câmara Cascudo)
- Melhor Longa-metragem (Prêmio da Imprensa)
- Melhor Curta-metragem (Prêmio da Imprensa)
- Menção Honrosa
- Prêmio Laces
- Prêmio Elocompany de Distribuição
- Prêmio Mistika de Finalização
- Prêmio Videoshack de Acessibilidade